# 埃尔薇拉·纳比乌林娜
埃尔薇拉·萨希普扎多夫娜·纳比乌林娜（1963年10月29日—），俄罗斯经济学家、俄罗斯中央银行行长，2012年至2013年曾担任俄罗斯总统普京的经济顾问，2007年至2012年担任经济发展部部长。2013年6月24日開始擔任俄羅斯聯邦中央銀行主席。俄羅斯聯邦榮譽經濟學家。
2019年入選《富比士》「世界百名权威女性」，位居第五十三名。

## 家庭
她出生在巴什基爾蘇維埃社會主義自治共和國的首府烏法一個韃靼人家庭
她父親Сахипзада Саитзадаевич做過司機，母親Зулейха Хаматнуровна做過儀器製造生產機器操作員。

## 教育
她於1985年成為了蘇共成員。在1986年，她於莫斯科國立大學的榮譽經濟學院以經濟學學位畢業。1990年畢業於莫斯科國立大學研究生院。

## 職業

### 中央銀行主席
2022年3月23日，彭博社引述四位消息知情人士表示，2022年俄羅斯入侵烏克蘭後，纳比乌琳娜曾试图辞职，但却被俄总统普京告知要留下来续职。不過俄罗斯央行否認這一報道。

## 著作
- Кузьминов Я. И., Набиуллина Э. С., Радаев В. В., Субботина Т. П. Отчуждение труда: история и современность （页面存档备份，存于） — М.: Экономика, 1989. — 285 с. ISBN 5-282-00079-2
- Экономическая политика в условиях кризиса — анализ и перспективы （页面存档备份，存于） // Экономическая политика. 2009.  № 3. С. 73-85.

## 備注
1. ↑  俄语：
韃靼語：，羅馬化：Elvira Säxipzadä qızı Näbiullina
巴什基爾語：